# Туманность Омега
Тума́нность Оме́га (также известная как туманность Лебедь, Подкова, Лобстер, M 17 и NGC 6618) является областью H II в созвездии Стрелец.

## История открытия
Была открыта Жаном Филиппом де Шезо в 1745. Шарль Мессье внёс её в каталог в 1764 году.

## Интересные свойства
Туманность находится в насыщенных звёздных полях нашей Галактики.
Расстояние от Земли до туманности Омега оценивается в 5—6 тысяч световых лет. Размер самой туманности составляет 15 световых лет в диаметре. Облако межзвёздной материи, частью которого является туманность, имеет размер 40 световых лет в диаметре.
Суммарная масса туманности Омега оценивается в 800 солнечных масс.
Звёздное скопление из 35 звёзд лежит в пространстве, занятом туманностью. Излучение именно этих горячих молодых звёзд приводит к свечению газа туманности.

## Наблюдение

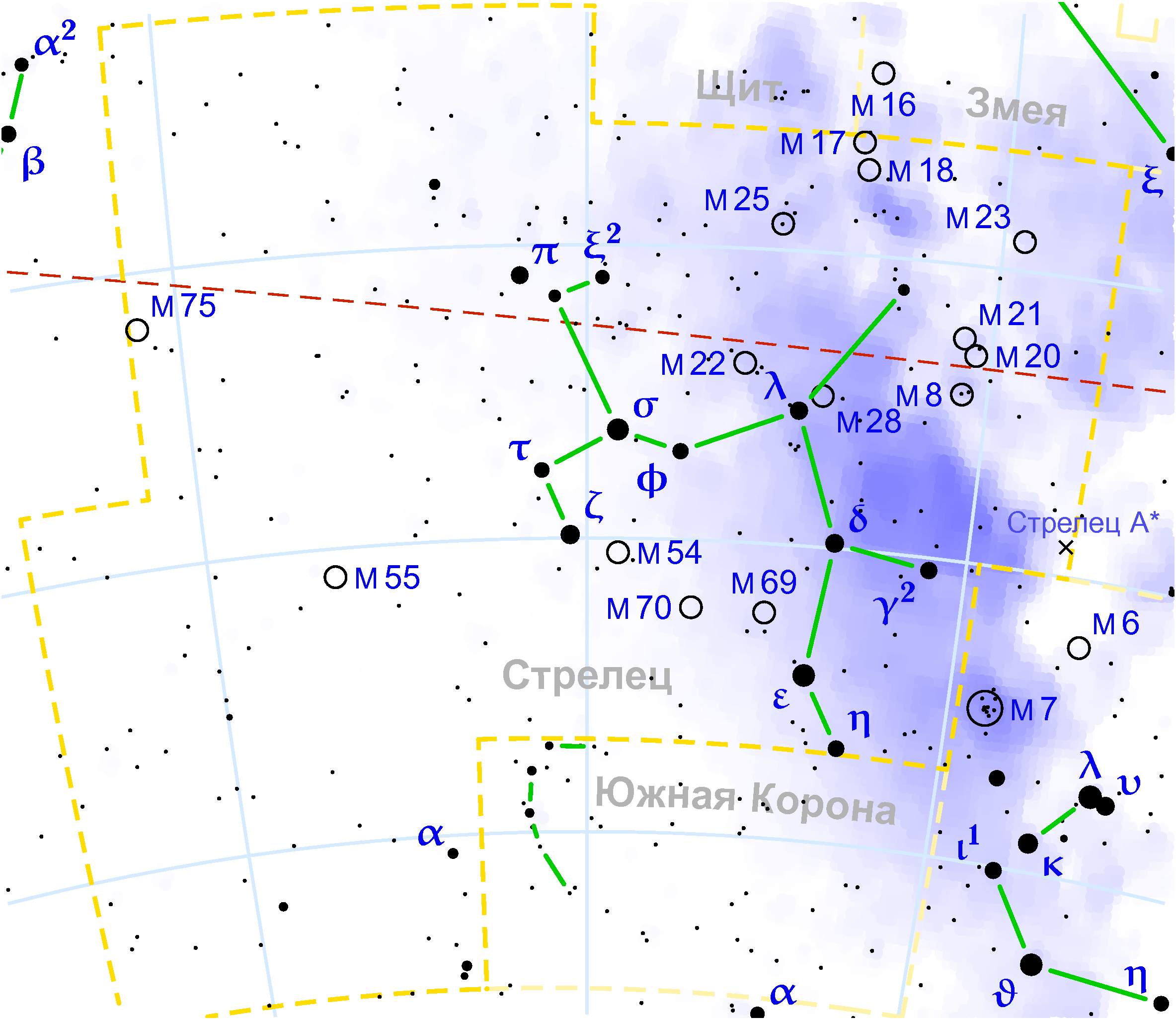
Туманность Омега в Созвездии Стрельца

Туманность Омега, VLT Survey Telescope (VST)

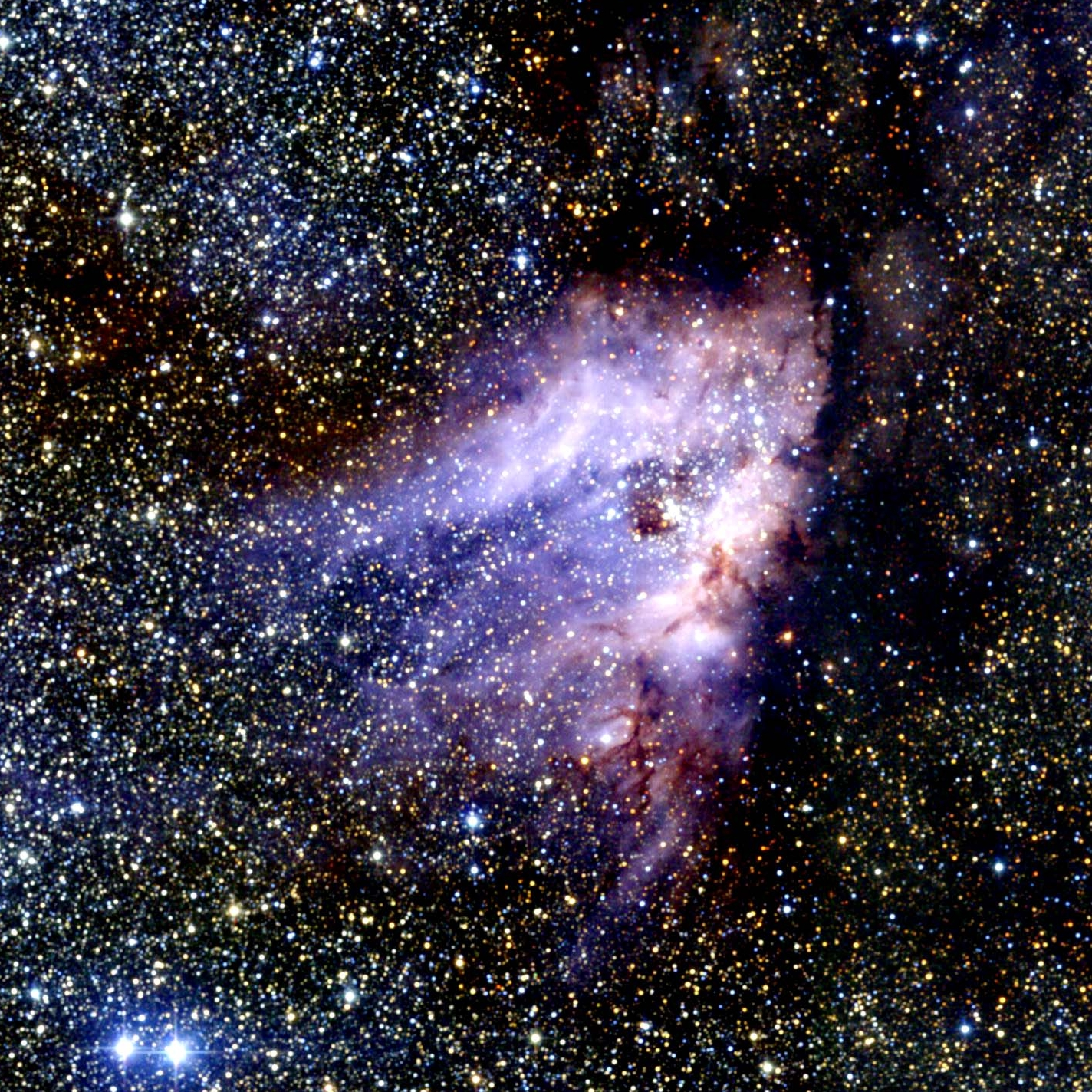
Туманность Омега

Туманность яркая, с характерной формой. При визуальных наблюдениях сильно отличается от большинства других диффузных туманностей с их тусклым неконтрастным рисунком. При наблюдениях в бинокль, на чёрном незасвеченном небе уже заметна её необычная форма. В окуляр любительского телескопа даже и на не очень хорошем небе можно увидеть силуэт проплывающего по небу призрачного лебедя. Большая апертура телескопа в сочетании с высоким положением объекта на южном чёрном небе покажет множество деталей в этой туманности. Оценить размеры туманности поможет использование «дипскай»-фильтра (типа UHC), который приглушит фон неба и усилит контраст деталей.
Соседи по небу из каталога Мессье
- M 16 — (в паре градусов на север, в созвездии Змеи) «Орел» — рассеянное скопление звёзд и порождающая их туманность;
- M 18 — (в градусе южнее) небогатое рассеянное скопление на фоне Млечного Пути;
- M 24 — (еще южнее) обособленный яркий фрагмент Млечного Пути;
- M 23 — (юго-западнее) богатое рассеянное скопление в виде веера, на фоне темного рукава Млечного Пути;
- M 25 — (юго-восточнее) широко разбросанное рассеянное скопление довольно ярких звёзд.

Последовательность наблюдения в «Марафоне Мессье»
…M 26 → M 16 → M 17 → M 18 → M 24…